# Karel Černý
Karel Černý (ur. 1 lutego 1910, zm. ?) – czeski piłkarz występujący na pozycji obrońcy.

## Kariera klubowa
W trakcie kariery Černý grał w zespołach SK Pilzno, SK Židenice, Slavia Praga oraz SK Nusle. Ze Slavią trzykrotnie zdobył mistrzostwo Czechosłowacji (1940, 1941, 1942).

## Kariera reprezentacyjna
W 1938 roku Černý został powołany do reprezentacji Czechosłowacji na mistrzostwa świata. Nie zagrał jednak na nich ani razu, a Czechosłowacja odpadła z turnieju w ćwierćfinale.